# 3031 Houston
3031 Houston este un asteroid din centura principală, descoperit pe 8 februarie 1984 de Edward Bowell.